# アステローペ (小惑星)
アステローペ (233 Asterope) は、小惑星帯に位置する大きな小惑星の一つ。珍しいT型小惑星に分類され、表面は暗い。
1883年5月11日にフランスの天文学者、アルフォンス・ボレリーによりマルセイユで発見された。
ギリシア神話に登場するプレイアデスの一人アステロペにちなんで命名された。